# Coppa del Mondo di bob 2001
La Coppa del Mondo di bob 2000/01, organizzata dalla FIBT, è iniziata ad Altenberg, in Germania il 2 dicembre 2000 per gli uomini ed è terminata l'11 marzo 2001 a Lake Placid, negli Stati Uniti d'America. Si sono disputate quattordici gare: sette nel bob a 2 uomini e nel bob a 4 in sette differenti località.
Nel corso della stagione si sono tenuti anche i Campionati mondiali di bob 2001 disputatisi a Sankt Moritz, in Svizzera, per le gare maschili e a Calgary, Canada, per quella femminile, competizioni non valide ai fini della Coppa del Mondo. La tappa di Schönau am Königssee ha assegnato inoltre il titolo europeo maschile (non era ancora previsto quello femminile).

## Risultati

### Uomini
| Data             | Località             | Specialità | Primi classificati                                                           | Secondi classificati                                                 | Terzi classificati |
| ---------------- | -------------------- | ---------- | ---------------------------------------------------------------------------- | -------------------------------------------------------------------- | --- |
| 2 dicembre 2000  | Altenberg            | A due      | René Spies Franz Sagmeister Germania                                         | André Lange René Hoppe Germania                                      | Martin Annen Beat Hefti Svizzera |
| 3 dicembre 2000  | Altenberg            | A quattro  | Matthias Benesch nd Germania                                                 | André Lange nd Germania                                              | Wolfgang Stampfer nd Austria |
| 9 dicembre 2000  | Igls                 | A due      | Martin Annen Beat Hefti Svizzera                                             | Christoph Langen Marco Jakobs Germania                               | René Spies Franz Sagmeister Germania |
| 10 dicembre 2000 | Igls                 | A quattro  | Christoph Langen nd Germania                                                 | Martin Annen Jürg Schaufelberger Daniel Schmid Beat Hefti Svizzera   | André Lange nd Germania |
| 16 dicembre 2000 | Cortina d'Ampezzo    | A due      | Martin Annen Beat Hefti Svizzera                                             | André Lange Kevin Kuske Germania                                     | René Spies Franz Sagmeister Germania |
| 17 dicembre 2000 | Cortina d'Ampezzo    | A quattro  | André Lange nd Germania                                                      | Sandis Prūsis nd Lettonia                                            | Matthias Benesch nd Germania |
| 20 gennaio 2001  | Schönau am Königssee | A due      | Christoph Langen Markus Zimmermann Germania                                  | Christian Reich Steve Anderhub Svizzera                              | René Spies Franz Sagmeister Germania |
| 21 gennaio 2001  | Schönau am Königssee | A quattro  | Matthias Benesch Torsten Voss Udo Lehmann Alexander Szelig Germania          | Christoph Langen Markus Zimmermann Sven Peter Alex Metzger Germania  | André Lange Lars Behrendt René Hoppe Carsten Embach Germania                                                                             |
| 17 febbraio 2001 | Calgary              | A due      | Martin Annen Beat Hefti Svizzera                                             | Christian Reich Steve Anderhub Svizzera                              | Pierre Lueders Ken LeBlanc Canada |
| 18 febbraio 2001 | Calgary              | A quattro  | André Lange Lars Behrendt René Hoppe Carsten Embach Germania                 | Martin Annen Jakob Frei Beat Hefti Jürg Schaufelberger Svizzera      | Sandis Prūsis Mārcis Rullis Matīss Zacmanis Jānis Ozols Lettonia                                                                         |
| 24 febbraio 2001 | Park City            | A due      | Reto Götschi Cédric Grand Svizzera e Christian Reich Steve Anderhub Svizzera | non assegnato                                                        | Martin Annen Beat Hefti Svizzera |
| 25 febbraio 2001 | Park City            | A quattro  | André Lange Lars Behrendt René Hoppe Carsten Embach Germania                 | Christian Reich Steve Anderhub Urs Aeberhard Domenic Keller Svizzera | Matthias Benesch Kevin Kuske Udo Lehmann Alexander Szelig Germania e Bruno Mingeon Éric Le Chanony Christophe Fouquet Max Robert Francia |
| 10 marzo 2001    | Lake Placid          | A due      | René Spies Franz Sagmeister Germania                                         | Sandis Prūsis Jānis Ozols Lettonia                                   | Todd Hays Pavle Jovanovic Stati Uniti |
| 11 marzo 2001    | Lake Placid          | A quattro  | Todd Hays Pavle Jovanovic Randy Jones Garrett Hines Stati Uniti              | Sandis Prūsis Māris Rozentāls Matīss Zacmanis Jānis Ozols Lettonia   | Evgenij Popov Pëtr Makarčuk Sergej Golubev Aleksej Andrjunin Russia                                                                      |

## Classifiche

### Bob a due uomini
| Pos. | Nome pilota     | Nazione     | ALT | IGL | COR | KÖN | CAL | PKC | LAK | Totale |
| ---- | --------------- | ----------- | --- | --- | --- | --- | --- | --- | --- | ------ |
| 1    | Martin Annen    | Svizzera    | 3   | 1   | 1   | 4   | 1   | 3   | 4   | 229    |
| 2    | René Spies      | Germania    | 1   | 3   | 3   | 3   | nd  | nd  | 1   | 218    |
| 3    | André Lange     | Germania    | 2   | nd  | 1   | 5   | nd  | nd  | 8   | 206    |
| 4    | Christian Reich | Svizzera    | nd  | 11  | 4   | 2   | 2   | 1   | -   | 177    |
| 5    | Reto Götschi    | Svizzera    | 4   | 7   | 7   | 6   | 4   | 1   | -   | 168    |
| 6    | Sandis Prūsis   | Lettonia    | nd  | nd  | 5   | nd  | nd  | nd  | 2   | 168    |
| 7    | Evgenij Popov   | Russia      | nd  | nd  | nd  | nd  | nd  | nd  | 5   | 159    |
| 8    | Todd Hays       | Stati Uniti | nd  | nd  | nd  | nd  | nd  | nd  | 3   | 150    |
| 9    | Pierre Lueders  | Canada      | nd  | nd  | nd  | nd  | 3   | nd  | nd  | 148    |
| 10   | Pavel Puškár    | Rep. Ceca   | nd  | nd  | nd  | nd  | nd  | nd  | 9   | 135    |

### Bob a quattro uomini
| Pos. | Nome pilota       | Nazione     | ALT | IGL | COR | KÖN | CAL | PKC | LAK | Totale |
| ---- | ----------------- | ----------- | --- | --- | --- | --- | --- | --- | --- | ------ |
| 1    | André Lange       | Germania    | 2   | 3   | 1   | 3   | 1   | 1   | 7   | 222    |
| 2    | Sandis Prūsis     | Lettonia    | nd  | 6   | 2   | 4   | 3   | 6   | 2   | 197    |
| 3    | Matthias Benesch  | Germania    | 1   | 5   | 3   | 1   | 5   | 3   | nd  | 192    |
| 4    | Todd Hays         | Stati Uniti | nd  | 4   | nd  | 9   | 4   | 7   | 1   | 179    |
| 5    | Martin Annen      | Svizzera    | 5   | 2   | 5   | 7   | 2   | 11  | -   | 168    |
| 6    | Christian Reich   | Svizzera    | 11  | 7   | 4   | 5   | 5   | 2   | -   | 164    |
| 7    | Bruno Mingeon     | Francia     | 4   | nd  | nd  | 6   | 8   | 3   | nd  | 160    |
| 8    | Wolfgang Stampfer | Austria     | 3   | nd  | nd  | 10  | 10  | 8   | 8   | 152    |
| 9    | Evgenij Popov     | Russia      | nd  | nd  | nd  | nd  | 10  | 12  | 3   | 136    |
| 10   | Gatis Gūts        | Lettonia    | nd  | nd  | nd  | nd  | 9   | 13  | 4   | 129    |

### Combinata uomini
| Pos. | Nome pilota     | Nazione     | ALT     | IGL     | COR     | KÖN     | CAL     | PKC     | LAK     | Totale |
| ---- | --------------- | ----------- | ------- | ------- | ------- | ------- | ------- | ------- | ------- | ------ |
| 1    | André Lange     | Germania    | 2 / 2   | nd / 3  | 1 / 1   | 5 / 3   | nd / 1  | nd / 1  | 8 / 7   | 428    |
| 2    | Martin Annen    | Svizzera    | 3 / 5   | 1 / 2   | 1 / 5   | 4 / 7   | 1 / 2   | 3 / 11  | 4 / -   | 397    |
| 3    | Sandis Prūsis   | Lettonia    | nd / nd | nd / 6  | 5 / 2   | nd / 4  | nd / 3  | nd / 6  | 2 / 2   | 365    |
| 6    | Christian Reich | Svizzera    | nd / 11 | 11 / 7  | 4 / 4   | 2 / 5   | 2 / 5   | 1 / 2   | -       | 341    |
| 5    | Todd Hays       | Stati Uniti | nd / nd | nd / 4  | nd / nd | nd / 9  | nd / 4  | nd / 7  | 3 / 1   | 329    |
| 6    | Evgenij Popov   | Russia      | nd / nd | nd / nd | nd / nd | nd / nd | nd / 10 | nd / 12 | 5 / 3   | 295    |
| 7    | Bruno Mingeon   | Francia     | nd / 4  | nd / nd | nd / nd | nd / 6  | nd / 8  | 14 / 3  | nd / nd | 281    |
| 8    | Reto Götschi    | Svizzera    | 4 / -   | 7 / -   | 7 / 14  | 6 / 8   | 4 / 7   | 1 / 9   | -       | 254    |